# Gregory Vargas
Gregory Maxdier Vargas Díaz (ur. 18 lutego 1986 w Ocumare del Tuy) – wenezuelski koszykarz, grający na pozycji rozgrywającego, reprezentant kraju. 

## Osiągnięcia
Stan na 7 maja 2021, na podstawie, o ile nie zaznaczono inaczej.

### Drużynowe
- Mistrz:
  - Wenezueli (2009, 2011, 2012, 2015, 2018)
  - Meksyku (2012)
  - II ligi wenezuelskiej LNB (2007, 2009)
- Wicemistrz:
  - Ligi Amerykańskiej (2019)
  - Izraela (2017)
  - Wenezueli (2010, 2013, 2017)
- Finalista Pucharu Wenezueli (2019)

### Indywidualne
- MVP:
  - finałów ligi wenezuelskiej LPB (2015)
  - kolejki ligi izraelskiej (28 – 2016/2017, 17, 18 – 2019/2020)
- Obrońca roku ligi izraelskiej (2016, 2017)
- Debiutant roku ligi wenezuelskiej LPB (2006)
- Najlepszy rezerwowy ligi wenezuelskiej (2009)
- Zaliczony do II składu ligi izraelskiej (2016, 2017)
- Zwycięzca konkursu Skills Challenge ligi wenezuelskiej (2010)
- Uczestnik:
  - meczu gwiazd ligi:
    - izraelskiej (2016, 2017)
    - wenezuelskiej (2010, 2012, 2015)
    - meksykańskiej (2012)

  - konkursu 1 on 1 podczas meczu gwiazd ligi wenezuelskiej (2015)
- Lider w asystach ligi:
  - izraelskiej (2017, 2020)
  - meksykańskiej (2011)
  - wenezuelskiej (2015)

### Reprezentacja
- Mistrz:
  - Ameryki (2015)
  - Ameryki Południowej (2014, 2016)
- Wicemistrz Ameryki Południowej (2012)
- Uczestnik:
  - igrzysk:
    - olimpijskich (2016 – 11. miejsce)
    - panamerykańskich (2015 – 7. miejsce, 2019 – 5. miejsce)

  - mistrzostw:
    - świata (2019 – 14. miejsce)
    - Ameryki (2013 – 5. miejsce, 2015, 2017 – 9. miejsce)
    - Ameryki Południowej:
      - 2010 – 4. miejsce, 2012, 2014, 2016
      - U–16 (2003)

  - kwalifikacji:
    - olimpijskich (2012 – 9. miejsce)
    - amerykańskich do mistrzostw świata (2017 – 5. miejsce)
- MVP mistrzostw Ameryki Południowej (2016)